# Ayhan Işık
Ayhan Işık (eigentlich Ayhan Işıyan, * 5. Mai 1929 in Izmir; † 16. Juni 1979 in Istanbul) war ein türkischer Schauspieler.

## Leben und Karriere
Işık, der einer türkischen Familie entstammte, wurde 1929 als letztes von sechs Geschwistern in Konak geboren. Er studierte 1953 an der Akademie der Bildenden Künste. Er begann als Maler und Grafiker zu arbeiten. 1951 nahm er an einem Wettbewerb teil und lernte Belgin Doruk kennen, eine damals bekannte Schauspielerin des türkischen Kinos. Er spielte in mehr als 200 Filmen mit.
Am 13. Juni 1979 erlitt er durch ein Aneurysma eine Gehirnblutung und wurde in ein Krankenhaus gebracht, wo er dann aber nicht gerettet werden konnte. Er wurde auf dem Friedhof Zincirlikuyu beigesetzt. Ayhan Işık war verheiratet und Vater einer Tochter.

## Filmografie (Auswahl)
- 1951: Yavuz Sultan Selim ve Yeniçeri Hasan
- 1952: İngiliz Kemal Lawrence`e Karşı
- 1952: Kanun Namına
- 1952: Kanun Namına
- 1953: Kanlı Para
- 1953: Katil
- 1953: Vahşi Arzu
- 1953: Öldüren Şehir
- 1954: Vahşi Bir Kız Sevdim
- 1954: Şimal Yıldızı
- 1955: Kardeş Kurşunu
- 1956: İntikam Alevi
- 1957: Bir Avuç Toprak
- 1958: Beraber Ölelim
- 1958: Meçhul Kahramanlar
- 1960: Ölüm Peşimizde
- 1960: Devlerin Öfkesi
- 1960: Kanlı Firar
- 1960: Yangın Var'
- 1961: Otobüs Yolcuları
- 1961: Avare Mustafa
- 1961: Ya O Ya Ben
- 1961: Küçük Hanımefendi
- 1961: Tatlı Günah
- 1961: Aşktan da Üstün
- 1961: Sevimli Haydut
- 1961: Otobüs Yolcuları